# Cyclassics Hamburg 2018
De 23e editie van de EuroEyes Cyclassics werd gereden op 19 augustus 2018, op een parcours van 216,4 kilometer met start en finish in Hamburg. De ronde maakt deel uit van de UCI World Tour. Titelverdediger was Elia Viviani. Hij won de editie van 2018 ook.

## Deelnemende ploegen
De EuroEyes Cyclassics is onderdeel van de UCI World Tour. Naast alle World Tour ploegen deden er 3 Pro-Continentale ploegen mee.
| 18 UCI World Tour-ploegen | 18 UCI World Tour-ploegen | 18 UCI World Tour-ploegen | 3 wildcards              |
| ------------------------- | ------------------------- | ------------------------- | ------------------------ |
| AG2R La Mondiale          | EF Education First-Drapac | Mitchelton-Scott          | CCC Sprandi Polkowice    |
| Astana                    | Groupama-FDJ              | Quick-Step Floors         | Gazprom-RusVelo          |
| Bahrein-Merida            | Team Katjoesja Alpecin    | Team Sky                  | Veranda's Willems-Crelan |
| BMC Racing Team           | LottoNL-Jumbo             | Sunweb                    |                          |
| BORA-hansgrohe            | Lotto Soudal              | Trek-Segafredo            |                          |
| Dimension Data            | Movistar                  | UAE Team Emirates         |                          |
|                           |                           |                           |                          |
|                           |                           |                           |                          |

## Uitslag
| EuroEyes Cyclassics 2018 |                    |                        |          |
| Plaats                   | Naam               | Ploeg                  | tijd     |
| Winnaar                  | Elia Viviani       | Quick-Step Floors      | 4u46'02" |
| 2                        | Arnaud Démare      | Groupama-FDJ           | z.t.     |
| 3                        | Alexander Kristoff | UAE Team Emirates      | z.t.     |
| 4                        | John Degenkolb     | Trek-Segafredo         | z.t.     |
| 5                        | Matteo Trentin     | Mitchelton-Scott       | z.t.     |
| 6                        | Giacomo Nizzolo    | Trek-Segafredo         | +1'      |
| 7                        | Sacha Modolo       | Education First-Drapac | z.t.     |
| 8                        | Nikias Arndt       | Team Sunweb            | z.t.     |
| 9                        | Niccolò Bonifazio  | Bahrain-Merida         | z.t.     |
| 10                       | Peter Sagan        | BORA-hansgrohe         | z.t      |

1996 · 
1997 · 
1998 · 
1999 · 
2000 · 
2001 · 
2002 · 
2003 · 
2004 · 
2005 · 
2006 · 
2007 · 
2008 · 
2009 · 
2010 · 
2011 · 
2012 ·
2013 · 
2014 ·  
2015 ·  
2016 ·  
2017 · 
2018 · 
2019 · 
2020 · 
2021 · 
2022 · 
2023 ·
2024 ·
2025
 Tour Down Under ·
 Great Ocean Road Race ·
 Ronde van Abu Dhabi ·
 Omloop Het Nieuwsblad ·
 Strade Bianche ·
 Parijs-Nice · 
 Tirreno-Adriatico · 
 Milaan-San Remo ·
 Ronde van Catalonië ·
 Gent-Wevelgem ·
 Dwars door Vlaanderen ·
 E3 Harelbeke ·
 Ronde van Vlaanderen ·
 Ronde van het Baskenland ·
 Parijs-Roubaix ·
 Amstel Gold Race ·
 Waalse Pijl ·
 Luik-Bastenaken-Luik ·
 Ronde van Romandië ·
 Eschborn-Frankfurt ·
 Ronde van Italië ·
 Ronde van Californië ·
 Critérium du Dauphiné ·
 Ronde van Zwitserland ·
 Ronde van Frankrijk ·
 RideLondon Classic ·
 Clásica San Sebastián ·
 Ronde van Polen ·
  BinckBank Tour ·
 Ronde van Spanje ·
 EuroEyes Cyclassics ·
 Bretagne Classic ·
 GP van Quebec ·
 GP van Montreal ·
 Ronde van Lombardije ·
 Ronde van Turkije ·
 Ronde van Guangxi